# Marsha Blackburn
Pour les articles homonymes, voir Blackburn (homonymie).
Marsha Blackburn, née Wedgeworth le 6 juin 1952 à  Laurel (États-Unis), est une femme politique américaine, membre du Parti républicain et sénatrice du Tennessee au Congrès des États-Unis depuis 2019.
Élue au Sénat du Tennessee (en) de 1999 à 2003 et à la Chambre des représentants des États-Unis de 2003 à 2019, elle se fait connaître pour ses orientations conservatrices. À l'occasion des élections de 2018 pour le Sénat des États-Unis, elle défait Phil Bredesen, candidat du Parti démocrate et ancien gouverneur du Tennessee (2003-2011), sur un programme de large soutien au président Donald Trump.

## Biographie
Marsha Blackburn est originaire de Laurel, dans le Mississippi. En 1973, elle est diplômée de l'université d'État du Mississippi. Elle travaille d'abord dans la vente puis devient propriétaire d'une entreprise spécialisée dans l'événementiel.
De 1989 à 1991, elle préside le Parti républicain du comté de Williamson dans le Tennessee. Elle se présente en 1992 à la Chambre des représentants des États-Unis face au représentant Bart Gordon. Avec 40,6 % des suffrages, elle est battue par le démocrate, qui totalise 56,6 % des voix.
Elle siège au Sénat du Tennessee (en) de 1999 à 2003 pour le 23e district (en) . Elle est à nouveau candidate à la Chambre des représentants en 2002, dans le 7e district du Tennessee, acquis aux républicains. Le représentant sortant, Ed Bryant (en), est candidat au Sénat. Elle bat facilement le démocrate Tim Barron avec 70,7 % des voix et devient la première femme élue du Tennessee au Congrès sans succéder à son mari. Marsha Blackburn est réélue sans opposition en 2004. Elle est ensuite réélue tous les deux ans, rassemblant au moins 66 % des suffrages,.
Fin 2016, après la victoire de Donald Trump à l'élection présidentielle, elle devient vice-directrice de son équipe de transition.
Le 5 octobre 2017, elle annonce sa candidature aux élections sénatoriales de 2018 pour succéder à Bob Corker, qui ne se représente pas. Sa candidature intervient une heure après le refus du gouverneur Bill Haslam d'être candidat et la place comme la favorite de l'élection.
Dans son État du Tennessee, elle fait campagne contre l'Obamacare, le  mariage homosexuel et l'immigration. Imitant la rhétorique du président Donald Trump, elle critique « l'élite républicaine de Washington » et estime être « politiquement incorrecte ».
Le 2 août 2018, elle remporte facilement l'investiture républicaine, obtenant plus de 610 000 voix lors de la primaire de son parti, soit environ 84 % des suffrages exprimés. Elle affronte lors de l'élection générale du 6 novembre 2018 le candidat démocrate, l'ancien gouverneur Phil Bredesen, qu'elle bat avec 54,7 % des voix.
Le 5 novembre 2024, elle est réélue pour un second mandat au Sénat après avoir battu Gloria Johnson, élue démocrate à la Chambre des représentants du Tennessee.
En août 2025, elle annonce sa candidature au poste de gouverneur du Tennessee lors des élections de novembre 2026 pour succéder au républicain Bill Lee, qui n'est pas éligible à un troisième mandat.

### Vie personnelle
Elle est mariée à Chuck Blackburn. Ils ont ensemble deux enfants.

## Positions politiques
Marsha Blackburn est une républicaine conservatrice, tant sur les questions économiques que sociétales. Elle est classée parmi les représentants les plus conservateurs du Congrès. L'American Conservative Union lui donne un score de 96 sur 100 sur l'ensemble de sa carrière. Elle est opposée à l'avortement et ne croit ni au réchauffement climatique, ni à la théorie de l'évolution.